# Dolions
Les Dolions (en grec ancien, Δολίονες)  sont un peuple de la mythologie grecque vivant en Mysie, région d'Asie Mineure qui se trouve sur la côte méridionale de la Propontide (aujourd'hui mer de Marmara). Ils apparaissent dans le mythe des Argonautes, notamment chez Apollonios de Rhodes et chez Valerius Flaccus.

## Mythologie
Les Argonautes, en route vers la Colchide, passent l'Hellespont et font escale sur la côte sud de la Propontide dans la presqu'île d'Artaki. Ils sont bien reçus par le roi Cyzicos. Ils reprennent la mer et les vents les repoussent de nuit sur l'autre côté de la presqu'île. Les Dolions, habitants de ces parages, ne les reconnaissent pas et, pensant qu'il s'agit une invasion, cherchent à les repousser. Lors du combat, plusieurs Dolions sont tués par Jason et ses compagnons, y compris le roi Cyzicos lui-même.

## Localisation
Les Dolions vivaient dans la région de Cyzique.

## Sources anciennes
- Apollodore, Bibliothèque, I, 9, 18.
- Apollonios de Rhodes, Argonautiques, I, 952-1022.
- Argonautiques orphiques, 504.
- Valerius Flaccus, Argonautiques, III, 1 et suiv.
- Hécatée de Milet, cité par Étienne de Byzance.
- Pline l'Ancien, Histoire naturelle, V, 40.
- Strabon, XII, 4, 4 ; XII, 8, 10 ; XIV, 5, 23 et 29.